# Bandpansarbi
Bandpansarbi (Stelis punctulatissima) är ett solitärt (icke samhällsbildande) bi i familjen buksamlarbin vars larv lever som boparasit i bon av andra buksamlarbin. Arten kallas även storpansarbi.

## Utseende
Ett 8 till 11 mm långt bi med svart grundfärg och ljusa bakkanter på tergiterna (bakkroppssegmenten). Som alla pansarbin har den ett extra kraftigt kroppsskelett som anpassning till sitt kleptoparasitiska levnadssätt.

## Ekologi
Honan lägger sina ägg i bon av andra buksamlarbin, främst arter ur släktet ullbin (i synnerhet storullbi). Även bon av murarbin som fibblemurarbi, klintmurarbi, Osmia adunca, och Osmia brevicornis samt tapetserarbiet Megachile parietina besöks troligen. Habitaten följer värdarterna. Flygperioden varar från juni till augusti; arten är inte särskilt specialiserad med avseende på förokällor, men flyger främst till korgblommiga växter (som exempelvis stånds, röllika, vägtistel, strandloppört och hökfibblor). Bland andra familjer kan nämnas malvaväxter (rödmalva), ärtväxter (kärringtand), rosväxter (björnbär) och kransblommiga växter (mejram).

## Utbredning
Bandpansarbiet finns i större delen av Europa. I Sverige är den klassificerad som livskraftig ("LC").